# Leonardo Botallo
Leonardo Botallo (Asti, 1530 – circa  1587) è stato un anatomista, medico e chirurgo italiano.

## Biografia

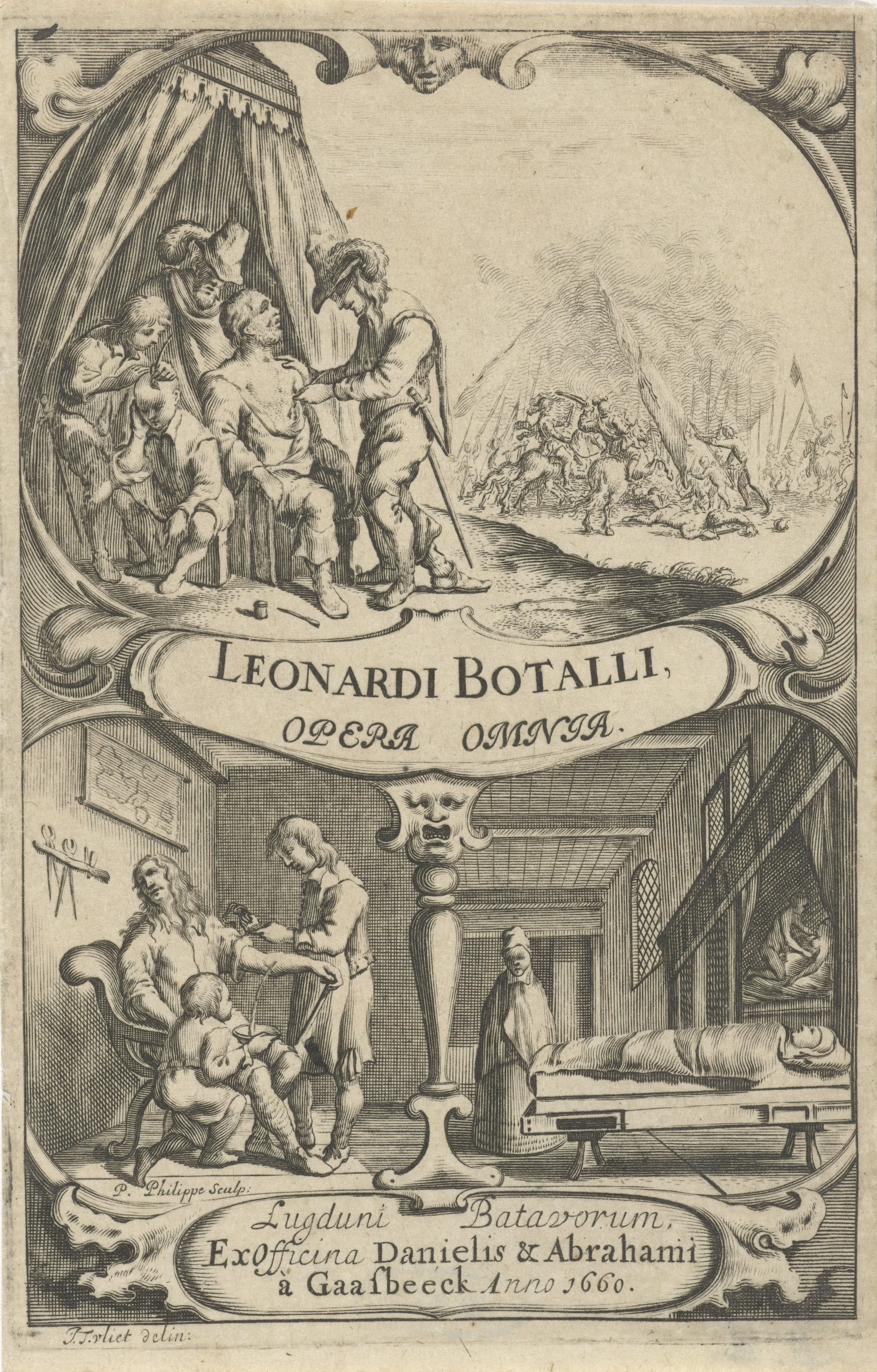
Leonardo Botallo, Opera omnia medica & chirurgica, Leiden, Daniel e Abraham van Gaasbeeck, 1660.

Nato ad Asti nel 1530, si laureò in medicina a  Pavia e proseguì gli studi con Gabriele Falloppio a Padova. Botallo esercitò a lungo la chirurgia a Parigi, pur facendo frequentemente ritorno in Italia. Fu, dal 1571, medico di Elisabetta d'Asburgo e di suo marito Carlo IX, e, in seguito, di Luisa di Lorena e di Caterina de' Medici.
Si occupò particolarmente di studî anatomici. Da Botallo prendono il nome il dotto arterioso di Botallo, già noto a Galeno, e il forame di Botallo, descritti nel trattato Opera omnia medica et chirurgica, pubblicato postumo nel 1660 a Leida.
Fu autore di opere chirurgiche, nella più importante delle quali, il De curandis vulneribus sclopetorum (Lione, 1560), si combatte recisamente l'opinione allora in voga che le ferite d'arma da fuoco fossero velenose. Notevole è anche il capitolo che tratta della trapanazione del cranio in seguito a ferite.
Nell'opera De lue venerea (Parigi, 1563) combatte la dottrina secondo la quale il centro dell'affezione sifilitica sarebbe da ricercarsi nel fegato.
Nell'agosto 1586 la salute di Leonardo Botallo declinò per l'aggravarsi della malaria di cui soffriva da gran tempo, condizione aggravata dai ripetuti salassi con cui si curava, seguendo la pratica che aveva sempre caldeggiato. Indigente, fu materialmente soccorso da Caterina de' Medici, ma morì intorno alla fine del 1587.

## Opere
- De curandis vulneribus sclopettorum, 1560
- De lue venerea, 1563
- De catarrho commentarius, 1564